# Battaglia di Murcia
La battaglia di Murcia (nota anche come battaglia di Huerto de las Bombas) fu una battaglia combattuta nel corso della guerra di successione spagnola il 4 settembre 1706.

## Antefatto
Prevedendo la morte di Carlo II di Spagna senza discendenti, le principali potenze europee proposero come successore il principe elettore Giuseppe Ferdinando di Baviera, ma quando anch'egli morì nel 1699, venne reso pubblico il fatto che Carlo II nel suo ultimo testamento avesse proclamato suo erede e successore Filippo d'Angiò. Filippo entrò a Barcellona il 2 ottobre 1701 e le cortes che si radunarono il 14 gennaio 1702 lo fecero giurare sulle costituzioni catalane come sovrano. Le grandi potenze, costituirono dunque la Grande Alleanza per proporre quale sfidante al trono conteso l'arciduca Carlo d'Asburgo, dando così il via alla Guerra di successione spagnola.
Conquistata Gibilterra dagli inglesi nell'agosto del 1705 l'arciduca si imbarcò da Lisbona in direzione del Mediterraneo. Ad Altea venne proclamato legittimo sovrano incitando la rivolta valenciana guidata da Juan Bautista Basset. Con l'esercito capeggiato dal principe d'Assia-Darmstadt, l'arciduca si scontrò coi sostenitori borbonici nella piana di Vic prendendo il castello di Montjuic, da dove venne bombardata Barcellona che capitolò nelle mani del conte di Peterborough il 9 ottobre del 1705. Il 22 ottobre l'arciduca Carlo entrò in città e qui giurò sulle costituzioni il 7 novembre, venendo proclamato Carlo III di Spagna.
Valencia cadde nelle mani di Carlo III il 15 dicembre successivo. I filippisti contrattaccarono assediando San Mateo il 28 dicembre del 1705 ed il 9 gennaio del 1706, assaltando Villarreal il 12 gennaio, ripiegando poi in Castiglia
Intanto, i borbonici si riorganizzarono e lanciarono un'offensiva contro Lerida, Gerona e la costa presso Barcellona. La Catalogna cadde definitivamente in mano austriaca dopo il fallito assedio di Barcellona, dopo il qual Filippo d'Angiò venne costretto a ritirarsi in Francia, tornando poi in Spagna dalla Navarra.
La sollevazione carlista di Cartagena segnò l'inizio effettivo del conflitto nel Regno di Murcia. La ribellione del conte di Santa Cruz de los Manueles, comandante delle galee reali nel porto di Cartagena, creò un tale sconcerto politico in città che facilitò di molto gli austriaci nell'occupare le istituzioni del potere locali.
Il 24 luglio a Cartagena, l'arciduca Carlo si proclamava nuovo re di Spagna, come pure nel giro di un mese la scena si ripeté a Orihuela, dopo che il suo governatore Jaime Rosell de Rocamora y Ruiz, marchese di Rafal, decise di unirsi alla sollevazione.
Da quel momento in poi, gli scontri tra le due parti si concentrarono perlopiù nelle vicinanze della città di Murcia, ultimo e più debole baluardo della causa borbonica per il regno di Spagna. Tuttavia il consenso non era unanime nemmeno all'interno della stessa città. Gran parte dei cittadini scelse più o meno esplicitamente di allinearsi ai rivoltosi con a capo Rejon Diego de Silva, marchese di Sewell, che sarebbe diventato uno dei generali più importanti dell'esercito dell'arciduca.
L'adesione della nobiltà murciana alla causa imperiale arrestò buona parte dei nemici nella Vega Baja del Segura. Tutto ciò, unito alla mancanza di un sistema di difesa adeguato ed al debilitato esercito filippista, fece presagire che la Murcia sarebbe passata altrettanto integralmente sotto l'ubbidienza a Carlo III.

## La battaglia
La reazione borbonica venne affidata al vescovo Luis Antonio de Belluga y Moncada, che mobilitò le forze spagnole contro l'avanzata degli austriaci, argomentando a lungo sui diritti legittimisti di Filippo V. Il suo lavoro di serrata propaganda si concentro su La Gazeta de Murcia, tra agosto e settembre del 1706, giornale popolare dove scrisse numerosi articoli indirizzati a mutare e consolidare il sentimento popolare per Filippo d'Angiò. Oltre a tali macchinazioni, fu lui ad interpretare le lacrime miracolosamente sgorgate dall'immagine dell'Addolorata di Monteagudo dell'8 agosto come una prova irrefutabile del fatto che l'arciduca si trovasse in chiaro errore nelle sue pretese sulla Spagna.
Durante il mese di agosto, molti murciani abbandonarono la capitale locale andando a creare dei piccoli scontri di cui il più importante fu indubbiamente quello di Huerto de las Bombas. Gli austriaci inviarono il 18 agosto l'ultimo ultimatum per chiedere ai borbonici la resa della città senza combattimenti, ricevendo però un categorico rifiuto da parte del vescovo Belluga, determinato a mantenere l'alleanza al regno di Filippo V a tutti i costi, proprio ora che Madrid era tornata nelle mani dei filippisti. Tra la metà di agosto ed i primi di settembre si ebbero le prime schermaglie attorno alla città di Murcia, prefigurando l'assalto finale. Mentre venne lanciato un raid sulle città della Cordillera Sur, i carlisti presero Beniel ed Espinardo tra il 24 e il 27 agosto. Il vescovo Belluga partì da Lorca per prendere il comando delle truppe di rinforzo dall'Andalusia, lasciando istruzioni precise per il generale di brigata Fernando Arias e Ozores che ebbe l'incarico di difendere la città.
Il 4 settembre, un reggimento di anglo-olandesi composto da 6000 fanti, vari pezzi d'artiglieria, una sezione di genieri con ponti portatili, attraversò l'Espinardo con l'intenzione di occupare la Murcia. Il vescovo Belluga abbracciò l'idea di inondare l'area con l'acqua del fiume per rendere impraticabile l'avanzata della fanteria che attaccava. Senza imbarcazioni del caso, dopo alcuni scambi d'artiglieria, gli austriaci decisero di ritirarsi.

## Conseguenze
L'offensiva filippista sul regno di Valencia iniziò nell'autunno del 1706, quando le forze del vescovo Belluga si unirono a quelle del duca di Berwick, comandante dell'esercito borbonico in Spagna, e si diressero per conquistare Orihuela (11 ottobre), Elche (21 ottobre) e Cartagena (17 novembre), ma la presenza dell'esercito alleato ad Alicante gli impedì di proseguire più a nord.